# Monochoria cyanea
Monochoria cyanea är en vattenhyacintväxtart som först beskrevs av Ferdinand von Mueller, och fick sitt nu gällande namn av Ferdinand von Mueller. Monochoria cyanea ingår i släktet Monochoria och familjen vattenhyacintväxter. IUCN kategoriserar arten globalt som livskraftig. Inga underarter finns listade.